# Aérodrome de Maavaarulaa
L'aérodrome de Maavaarulaa, ou Maavarulu (code IATA : RUL • code OACI : VRQM) est un aéroport local situé sur Maavaarulu, l'une des îles de l'atoll Gaafu Dhaalu, aux Maldives. L'aéroport est situé à 9 km  au sud de Gadhdhoo, le vol d'essai a atterri à l'aéroport de Maavarulu le 11 mars 2020 à 11 h 11. Les vols réguliers ont commencé le 4 juillet 2020. Cet aéroport a été inauguré sous l'administration du président Ibrahim Mohamed Solih en 2020.

## Installations
L'aéroport réside à une altitude de 2 m au- dessus du niveau moyen de la mer . Il a une piste de 1 200 m de longueur et 40 m large.

## Situation
| \| 10 km1:7 410 000 \| Kulhudhuffuchi Hoarafuchi Funadhoo Maavaarulaa Hanimaadhoo Kooddoo Malé Kaadedhdhoo Kadhdhoo Maamigili Fuvahmulah Gan Dharavandhoo Thimarafushi Ifuru Kudahuvadhoo |
| 10 km1:7 410 000 |

## Compagnies aériennes et destinations
| Compagnies | Destinations                                     |
| ---------- | ------------------------------------------------ |
| Maldivian  | Gan, Malé Velana, Kaadedhdhoo (en), Kooddoo (en) |

Actualisé le 3/12/2023

## Voir également
- Liste des aéroports des Maldives